# Wizz Air Ukraine
A Wizz Air Ukraine, a Wizz Air ukrán leányvállalata volt. 2008-ban alapították kijevi székhellyel. 2015. április 20-án szüntette be a működését. 

## Története
A Wizz Air Ukraine 2008. július 11-én kezdte meg belföldi üzemeltetését Ukrajnában, majd később nemzetközi járatokat indított. A belföldi tevékenységeket később megszüntették.
2013 októberében a légitársaság megnyitotta második bázisát a Donyecki Nemzetközi repülőtéren egy repülőgép üzembe helyezésével és hat új útvonal megnyitásával. Ugyanakkor a donyecki bázist 2014 áprilisában bezárták az ukrán válság miatt.
2015. március 26-án bejelentették, hogy a Wizz Air Ukraine 2015. április 20-ig leáll a válság miatt. Kijevből nyolc útvonalat átvett az anyavállalat, míg a fennmaradó többi teljesen megszűnt. A Wizz Air Ukraine mindkét Airbus A320-200-át átvette a Wizz Air; az egyik Kijevben marad, a másikat a Kassai repülőtérre helyezték át.
2018 novemberében a Wizz Air bejelentette az ukrán leányvállalatának újraalakítási terveit. A terv szerint a Wizz Air Ukraine húsz A320/321neo típusú repülőgépet használna, a bázisokat Kijevben és az ország többi városában is fejlesztik. 2025-re azt tervezik, hogy az utasforgalom évente kb. 6 millió fő lesz.

## Úticélok
A leállítás előtt a Wizz Air Ukraine 18 útvonalat üzemeltetett Kijevből és Lvivből több ország nemzetközi repülőtere felé, elsősorban Németországba és Olaszországba.  

## Flotta

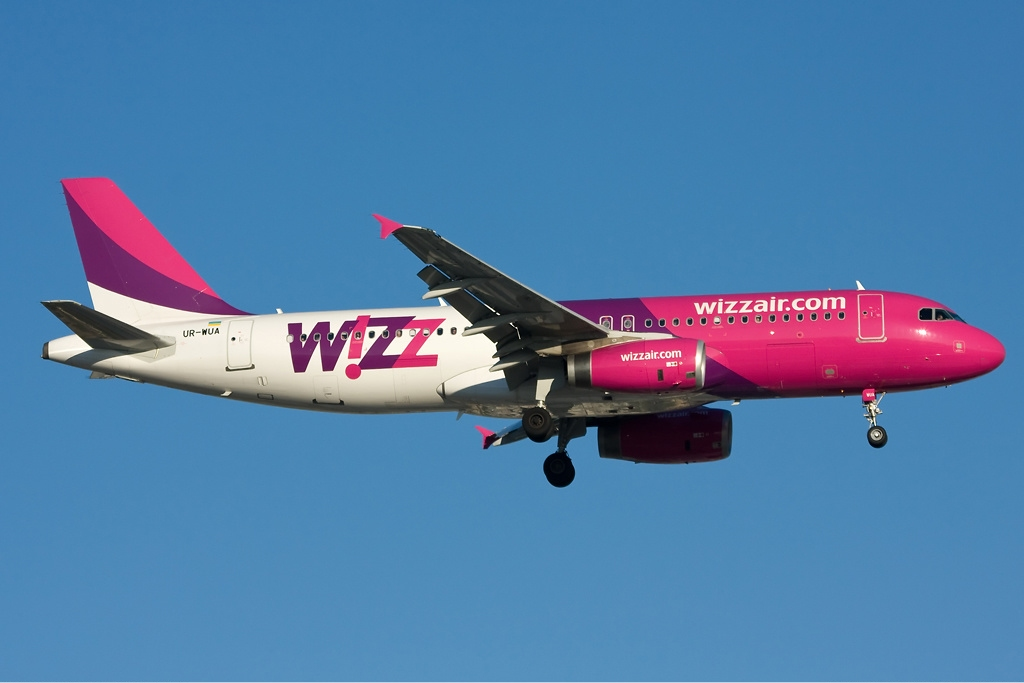
Wizz Air Ukraine Airbus A320-200-as

| Repülőgép       | Darabszám | Utasok |
| --------------- | --------- | ------ |
| Airbus A320-200 | 2         | 180 fő |

## Fordítás
Ez a szócikk részben vagy egészben  a   Wizz Air Ukraine című angol Wikipédia-szócikk ezen változatának fordításán alapul.  Az eredeti cikk szerkesztőit annak laptörténete sorolja fel. Ez a jelzés csupán a megfogalmazás eredetét és a szerzői jogokat jelzi, nem szolgál a cikkben szereplő információk forrásmegjelöléseként.